# Coma hiperosmolar hiperglucèmic
El coma hiperosmolar (CH) o Estat hiperosmolar hiperglucèmic (EHH) és una de les complicacions agudes de la diabetis mellitus (DM caracteritzat pel dèficit relatiu d'insulina i resistència a la insulina) que origina una hiperglucèmia important, diüresi osmòtica, deshidratació i una situació d'hiperosmolaritat secundària. És una situació que pot donar-se també en la diabetis insulinodependent quan hi ha quantitat suficient d'insulina per poder evitar la cetosi però no per a controlar la glucèmia.

## Epidemiologia
El CH és més freqüent en diabetis mellitus tipus II,es presenta Generalment en pacients de més de 70 anys amb predilecció pel gènere masculí i en pacients amb alteracions en la hidratació oral. Produeix una mortalitat entre el 5 i el 46 %.
El mecanisme fisiopatològic bàsic és una resposta insuficient d'acció de la insulina (ja sigui per resistència a la insulina en la DM tipus 2 o per administració insuficient d'insulina en DM tipus 1) que és incapaç de contrarestar l'augment d'hormones contrarreguladores provocat per un factor estressant desencadenant. La secreció residual d'insulina és capaç d'impedir la cetosi però no d'impedir la hiperglucèmia.

## Manifestacions clíniques
Signes i símptomes de deshidratació comː
- Boca seca, llavis esquerdats
- Polidípsia (set excessiva)
- Pell calenta i seca (sense suor)
- Febre, taquicàrdia, hipotensió i taquipnea
- Polifàgia

Signes i símptomes d'edema cerebralː 
- Mareig
- Somnolència o confusió
- Al·lucinacions
- Debilitat, hemiparèsies o dèficit sensorial
- Convulsions focalitzades o generalitzades
- Canvis o alteracions visuals

## Diagnòstic
Segons l'American Diabetes Association, les funcions de diagnòstic inclouen:
- Glucèmia > 250 mg/dL
- Osmolaritat sèrica > 350 mOsm (corregida)
- Deshidratació (dèficit d'aproximadament 9 L)
- pH <7,3
- Bicarbonat <15 mEq / L
- Cetones en orina i en sèrum absents o traces

## Gestió

### Fluids intravenosos
Inicialment, s'estabilitza al pacient assegurant la via aèria, es té accés a una via venosa per a la reposició hídrica i es fa mesurament de la glucèmia. La reposició hídrica sol tenir lloc durant 24 hores, amb taxes inicials de solució normal de SSN al 0,09% a 1L / h durant les primeres hores o fins que la condició s'estabilitzi, buscant una pressió arterial i diüresi normals, i tenint cura de no arribar a la sobrecàrrega.

### Substitució electrolítica
Sovint cal la substitució de potassi a mesura que es corregeixin els problemes metabòlics. Generalment es reemplaça a una velocitat de 10 mEq per hora sempre que hi hagi una excreció urinària adequada.

### Insulina
S'administra insulina a dosis similars que en el maneig de la CAD a 0,1 UI / kg en bolus seguides de 0,1 UI / kg / h en infusió per a adults. S'ha de fer mesurament estricte de la glucosa cada hora buscant que disminueixi entre 50 a 70 mg/dL per hora. En arribar a una glucèmia de 300 mg/dL es canvia els líquids a Dextrosa al 5 amb SSN al 0,45% i es disminueix la dosi d'insulina a 0,05-,2 UI / kg / h mantenint els nivells de glucosa sèrica entre 250 i 300 mg/dL fins que la osmolaritat baixi a 315 mOsm.